# Steffi Kräker
Steffi Kräker, nach Heirat Steffi Biskupek-Kräker, (* 21. April 1960 in Leipzig) ist eine ehemalige deutsche Kunstturnerin. Sie gewann 1976 und 1980 olympische Medaillen.

## Leben
Steffi Kräker wurde mit 13 Jahren in die Turnriege der DDR aufgenommen. 1976 gewann sie mit der Mannschaft die Bronzemedaille bei den Olympischen Spielen in Montreal. 1977 siegte sie bei der DDR-Meisterschaft im Mehrkampf, im Pferdsprung, am Schwebebalken und am Stufenbarren. Bei der Europameisterschaft 1977 in Prag gewann sie Bronze am Stufenbarren. 1978 wurde sie DDR-Meisterin im Pferdsprung. Bei der Weltmeisterschaft in Straßburg gewann sie Bronze im Pferdsprung und mit der Mannschaft. 1979 bei der Weltmeisterschaft in Fort Worth gewann sie Bronze am Schwebebalken und mit der Mannschaft.
1980 fanden die Olympischen Spiele in Moskau statt. Die Mannschaft der DDR gewann Bronze hinter den Riegen aus der Sowjetunion und aus Rumänien. In der Mehrkampfwertung kam Kräker auf den zehnten Platz. Am Stufenbarren erhielt sie mit zwei weiteren Turnerinnen Bronze und im Pferdsprung gewann sie Silber hinter Natalja Schaposchnikowa. 1981 wurde die Weltmeisterschaft in der Olympiastadt von 1980 ausgetragen, Steffi Kräker gewann noch einmal Bronze mit der Mannschaft und im Pferdsprung.
Ab 1981 studierte Steffi Kräker Sportwissenschaft an der DHfK in Leipzig und ab 1985 Psychologie an der Universität Leipzig. Dort promovierte sie 1990 auf dem Gebiet der Sportpsychologie. Anschließend arbeitete Kräker an der Klinik für Kinder- und Jugendpsychiatrie und Psychotherapie im Park-Klinikum Leipzig und ist seit 2000 in eigener Praxis in ihrer Heimatstadt tätig.

### Auszeichnungen
Steffi Kräker wurde 2011 in die International Gymnastics Hall of Fame aufgenommen.
1980 wurde sie in der DDR mit dem Vaterländischen Verdienstorden ausgezeichnet.